# ジュゼッペ・アリアータ
ジュゼッペ・アリアータ・ディ・ヴィッラフランカ(イタリア語: Giuseppe Alliata di Villafranca、1784年6月23日 - 1844年1月6日)は、イタリアのイタリア統一運動時代の起業家、革命家、愛国者である。イタリア統一運動の初期にあたるシチリア革命で主導的な役割を果たした。

## 生涯

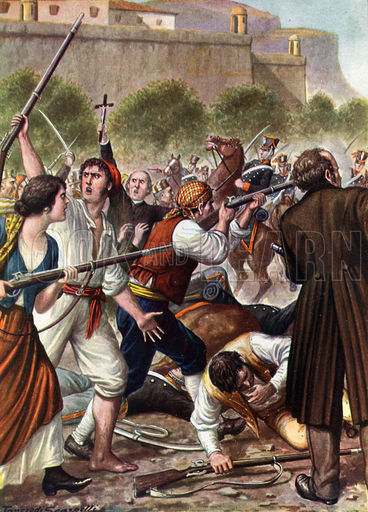
パレルモ暴動の様子

ジュゼッペ・アリアータ・ディ・ヴィッラフランカは1784年6月23日、ナポリ王国の首都ナポリに生まれた。家系は貴族として知られるアリアータ家であり、ナポレオン体制下ではシチリア王国議会の議員を務めていた。しかし1811年、ブルボン家が勢力圏としてシチリア島を取り戻すとアリアータは敵対勢力分子としてパンテッレリーア島への追放刑を課された。1812年にはイタリア半島における影響力を強めたいイギリスの意向によって恩赦が出され、シチリア島に戻ることを許された。その後、保守的な君主でありながらも自由主義や立憲主義に一定の理解を示すブルボン家の君主フランチェスコ1世のもと、シチリア島では1812年シチリア憲法が発布されていたが、アリアータはこの立憲政府のもとで下院議長および外務大臣として活躍した。
しかし1816年、ウィーン体制の確立とともにシチリア島とイタリア南部を合わせた両シチリア王国が建国され、シチリア島はナポリの文化や社会制度を押し付けられただけでなく1812年シチリア憲法も廃止に追い込まれた。このことからシチリア島では常に分離独立と立憲革命への火種がくすぶっており、アリアータもそれを支持する一人であった。1820年6月15日にはスペイン立憲革命に触発され、分離独立派や立憲革命派が立ち上がりパレルモの武器庫から14000もの銃器を奪う「パレルモ暴動」が発生したが、これを主導したのはアリアータであった。
さらには枢機卿ピエトロ・グラヴィーナの後任としてシチリア革命政府の総裁となったアリアータは、シチリア島の分離独立を阻止しようと軍勢を引き連れてきたフロレスターノ・ペペなどにも友好的に接し、テルミニ・イメレーゼでシチリア島の分離独立問題は投票により決することなどを定めたテルミニ協定を9月22日に結ぶなど、ナポリ革命によって成立していたナポリ革命政府との融和を目指した。このように、シチリア革命では終始主要人物として活躍している。
努力虚しくナポリ革命政府の軍人ピエトロ・コレッタによってシチリア革命政府は弾圧されてしまい、その後アリアータはシチリア島を転々とした。1824年にはパレルモ郊外でワインを醸造する会社を立ち上げ、起業家に転身する。ワイナリーオーナーとして一定の成功を収めた後は、1844年1月6日パレルモにて死去した。